# Nudisiphon folisacculata
Nudisiphon folisacculata (лат.) — вид тлей, единственный в составе рода Nudisiphon из подсемейства Aphidinae. Эндемики Индии (Химачал-Прадеш).

## Описание
Мелкие насекомые, длина 2,2—2,4 мм. Бескрылые формы аптерии предположительно бледные, покрытые воском. Крылатые формы имеют многочисленные вторичные ринарии, распределенные по половине окружности ANT III—V. Крылатый самец был собран в августе. Ассоциированы с растениями Spiraea, в результате чего листья складываются вверх и параллельно средней жилке, образуя «пушистые мешкообразные псевдогаллы». Также отмечен из того же региона на Indigofera (?) sp. (как Nudisiphon chitinicauda). Вид был впервые описан в 1971 году по типовым материалам из Индии в составе рода Xenosiphonaphis, а затем выделен в отдельный монотипический род Nietonafriella с бесфланцевыми трубочками. Аптерии имеют своеобразный хвост с изогнутой роговидной безволосой вершиной, тогда как у крылатых хвост удлиненно-треугольный с волосистой вершиной.
- Nudisiphon Chakrabarti & Bhattacharya, 1982
  - Nudisiphon folisacculata (Kumar & Burkhardt, 1971)